# Ijimaiella
Ijimaiella is een geslacht van sponsdieren uit de klasse van de Hexactinellida.

## Soort
- Ijimaiella beringiana Tabachnick, 2002